# Warren William
Warren William Krech (ur. 2 grudnia 1894 w Aitkin, zm. 24 września 1948 w Hollywood) – amerykański aktor filmowy i teatralny, nazywany „królem Pre-Code”.

## Filmografia
- 1932: Three on a Match jako Robert Kirkwood
- 1933: Arystokracja podziemi jako Dave
- 1933: Poszukiwaczki złota jako J. Lawrence Bradford
- 1934: Kleopatra jako Juliusz Cezar
- 1934: Imitacja życia jako Stephen "Steve" Archer
- 1934: Madame X jako Bernard Fleuriot
- 1934: The Dragon Murder Case jako Philo Vance